# Papaver lecoqii
Papaver lecoqii är en vallmoväxtart som beskrevs av Martial Lamotte. Papaver lecoqii ingår i släktet vallmor, och familjen vallmoväxter. Inga underarter finns listade i Catalogue of Life.